# آرثر جون لويس
آرثر جون لويس هو سياسي كندي، ولد في 12 مارس 1879 في المملكة المتحدة، وتوفي في 8 نوفمبر 1961 في بنيتنجويشين في كندا. حزبياً، نشط في Progressive Party of Canada ‏. وقد انتخب عضو مجلس العموم الكندي.